# Sphaerodactylus celicara
Sphaerodactylus celicara — вид геконоподібних ящірок родини Sphaerodactylidae. Ендемік Куби.

## Поширення і екологія
Sphaerodactylus celicara мешкають на сході Куби. Вони живуть в сухих і вологих тропічних лісах, серед опалого листя, під камінням і поваленими деревами, трапляються на плантаціях, в парках і садах. Відкладають яйця.